# ダリオ・ベロン
ダリオ・アナスタシオ・ベロン・マルドナード（Darío Anastacio Verón Maldonado、1979年7月26日 - ）は、パラグアイ・サン・イグナシオ出身の元サッカー選手。現役時代のポジションはDF。元パラグアイ代表。

## 経歴

### クラブ
パラグアイのドセ・デ・オクトゥブレでプロのキャリアをスタートさせ、チリを経由して2003年から2017年まで所属したメキシコのUNAMプーマスでは3度のメキシコリーグ制覇に貢献した。

### 代表
2001年1月27日の韓国戦でデビューし、同年のコパ・アメリカ2001のエントリーメンバーにも選出されている。しかし、5年以上代表から遠ざかり、2002 FIFAワールドカップ、2006 FIFAワールドカップの出場は逃している。2007年2月にヘラルド・マルティーノ監督が就任してから本格的に代表に定着するようになり、2010 FIFAワールドカップ・南米予選ではレギュラーとして活躍した。2010 FIFAワールドカップ本大会のメンバーにも名を連ねた。本来はセンターバックの選手だが、代表では主に右サイドバックを務めている。
2011年11月11日のW杯予選エクアドル戦で代表初得点を挙げた。

## 所属クラブ
- ドセ・デ・オクトゥブレ 2000-2003
- →  クラブ・グアラニー 2001
- CDコブレロア 2003
- UNAMプーマス 2003-2017
- →  CFパチューカ（レンタル移籍） 2005
- オリンピア・アスンシオン 2017-2019

## 代表歴

### 出場大会
- パラグアイ代表
  - 2010 FIFAワールドカップ

### 試合数
- 国際Aマッチ 52試合 1得点（2001年-2017年）[2]

| パラグアイ代表 | 国際Aマッチ | 国際Aマッチ |
| 年             | 出場        | 得点        |
| -------------- | ----------- | ----------- |
| 2001           | 1           | 0           |
| 2002           | 0           | 0           |
| 2003           | 0           | 0           |
| 2004           | 0           | 0           |
| 2005           | 0           | 0           |
| 2006           | 0           | 0           |
| 2007           | 10          | 0           |
| 2008           | 6           | 0           |
| 2009           | 9           | 0           |
| 2010           | 6           | 0           |
| 2011           | 16          | 1           |
| 2012           | 2           | 0           |
| 2013           | 0           | 0           |
| 2014           | 0           | 0           |
| 2015           | 0           | 0           |
| 2016           | 0           | 0           |
| 2017           | 2           | 0           |
| 通算           | 52          | 1           |